# 羽後本莊車站
羽後本莊車站（日语：／ Ugo-honjō eki */?）是位於日本秋田縣由利本莊市，由東日本旅客鐵道（JR東日本）與地方第三部門鐵路業者由利高原鐵道所共同使用的鐵路車站。本站位於由利本莊市的中心地帶，為該市的主要車站，也是JR東日本所屬的羽越本線與由利高原鐵道所屬的鳥海山麓線的交會車站。包括「稻穗」、「曙」）與「日本海」等特急列車皆在本站停靠。
除了客運業務之外，日本貨物鐵道（JR貨物）在羽後本莊車站鄰近地區也設有羽後本莊線外貨運站（羽後本荘オフレールステーション，也縮寫為「羽後本莊ORS」），作為托運貨櫃的集散場，每日皆有固定的公路貨運班次往返於羽後本莊ORS與秋田貨物車站之間。
本站在2002年（平成14年）時獲選列入東北車站百選的名單之中。

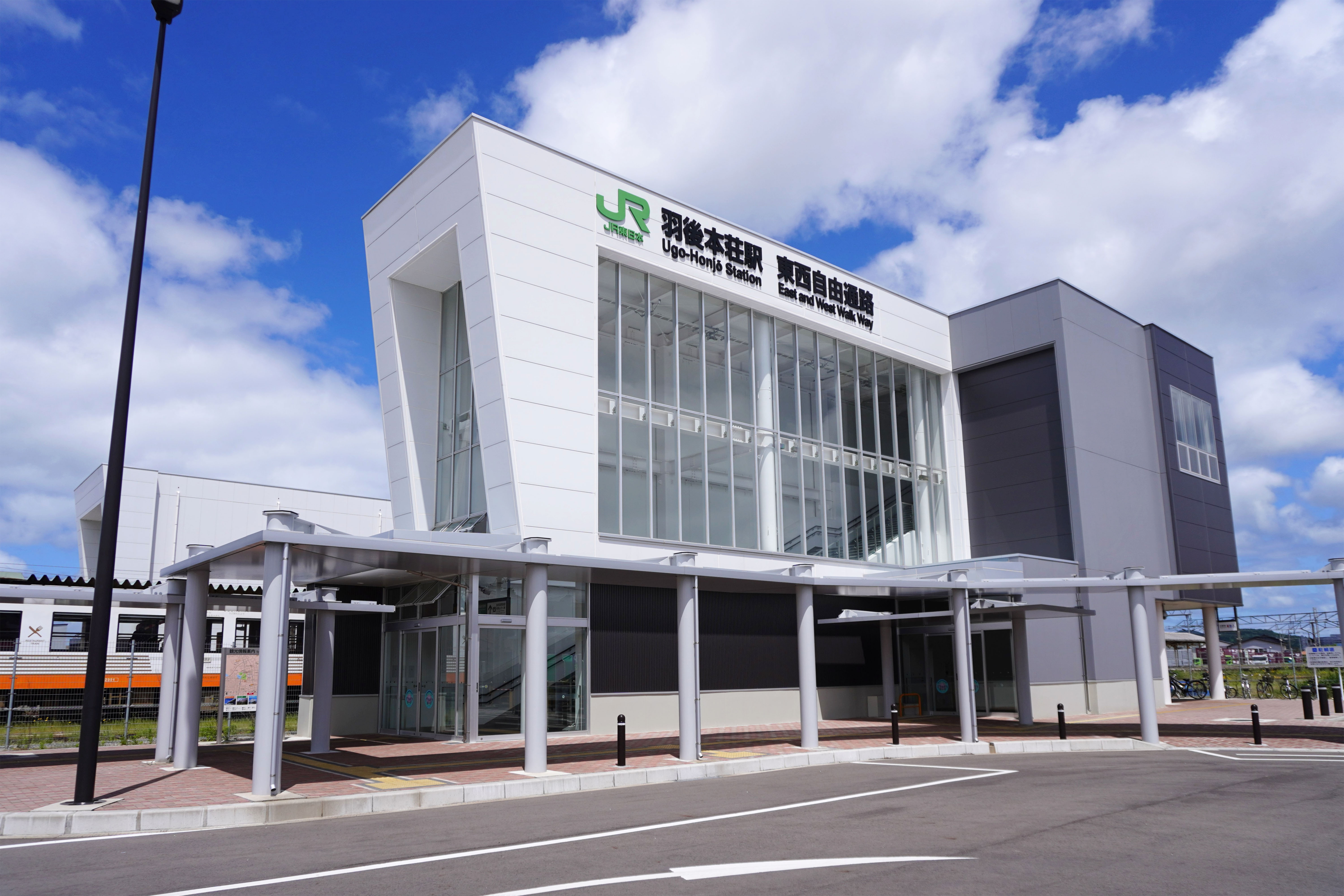
東口（2024年5月）

## 車站結構

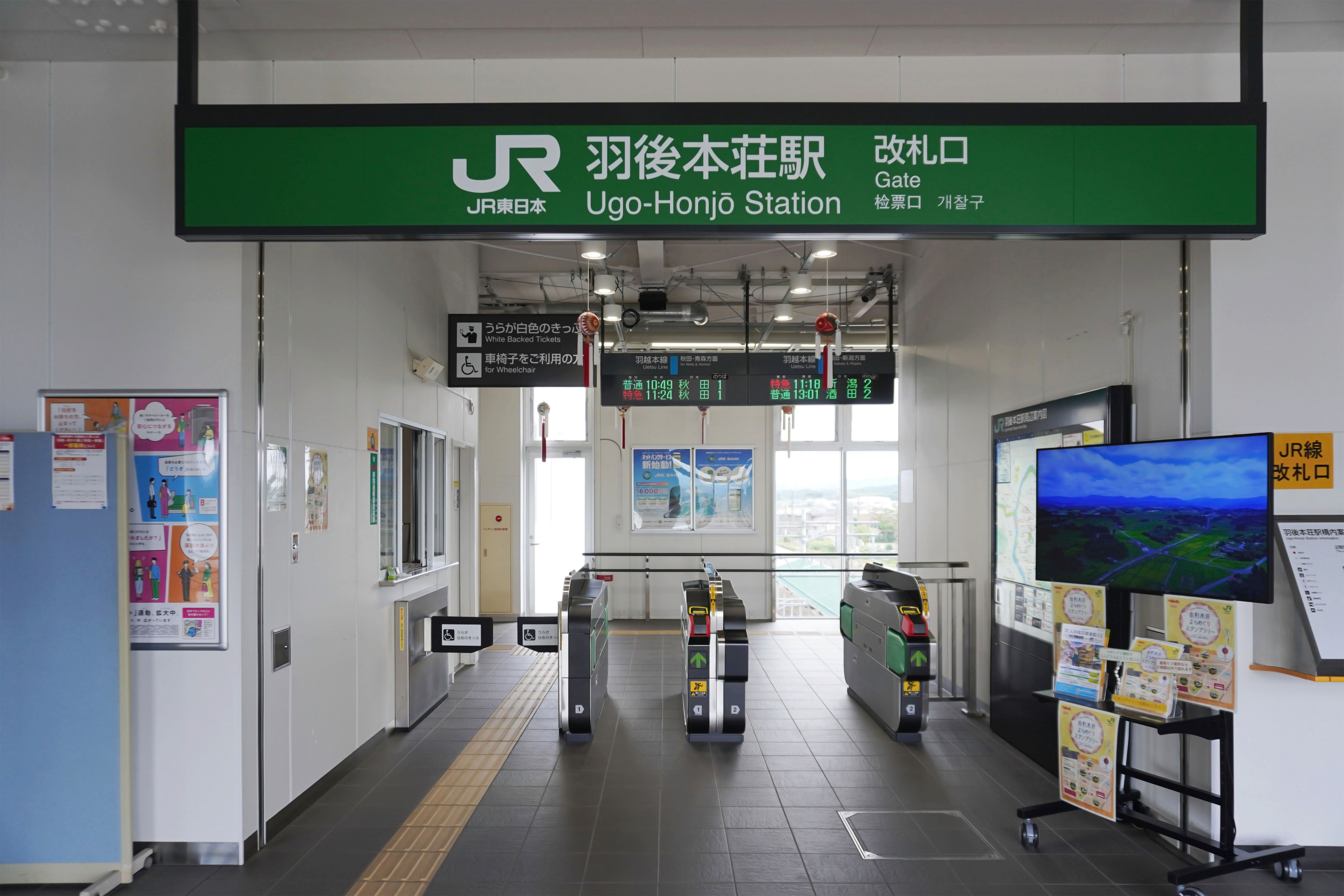
JR驗票口（2024年5月）

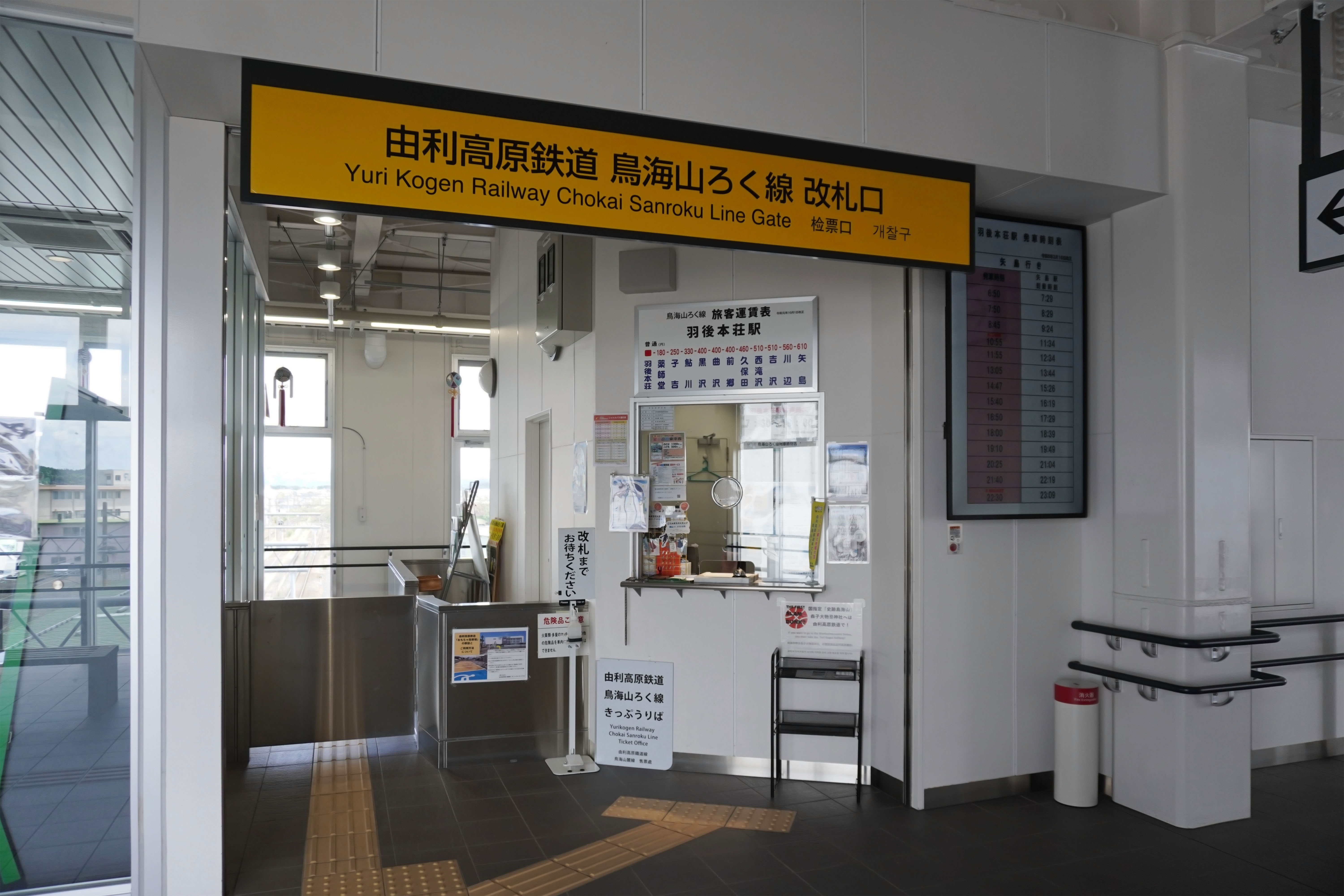
往由利高原鐵道的驗票口（2024年5月）

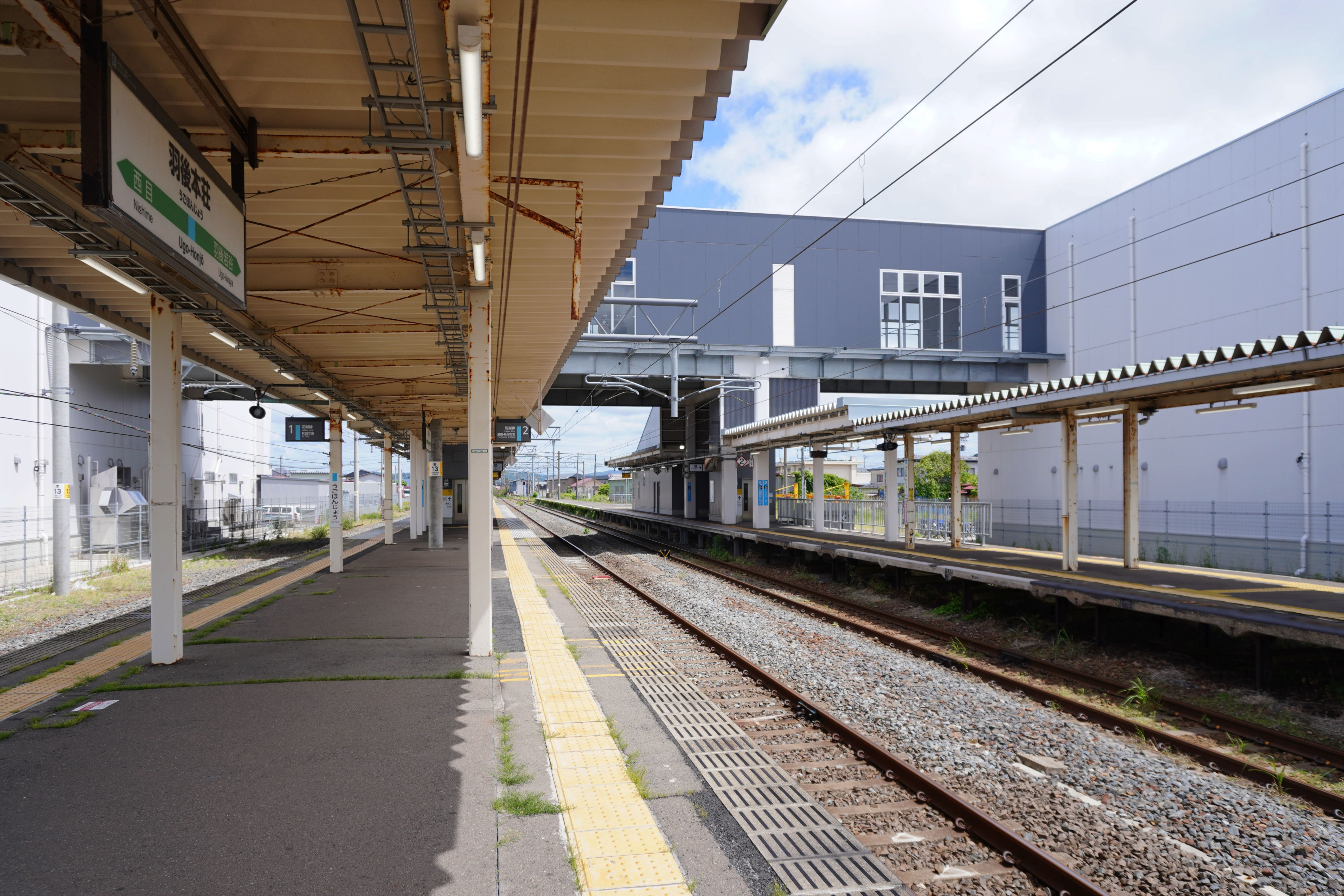
月台（2024年5月）

本站為擁有島式月台2面4線的地面車站，各月台間透過跨線天橋連絡，站房則位於月台西側。JR使用1號線、2號線（第1月台）與3號線（第2月台），由利高原鐵道則使用4號線（第2月台）。

### 月台配置
| 線 | 路線                    | 目的地               |
| -- | ----------------------- | -------------------- |
| 1  | ■JR羽越本線（下行）     | 秋田方向             |
| 2  | ■JR羽越本線（上行）     | 酒田、新潟方向       |
| 3  | ■JR羽越本線             | （待避線、此站始發） |
| 4  | ■由利高原鐵道鳥海山麓線 | 前鄉、矢島方向       |

## 相鄰車站
東日本旅客鐵道
■羽越本線
- 特急「稻穗」停車站

□快速（只限下行1班運行）
羽後本莊 → 羽後岩谷
■普通
西目－羽後本莊－羽後岩谷
由利高原鐵道
■鳥海山麓線
羽後本莊－藥師堂

## 外部連結
- （日語）羽後本莊車站（JR東日本） （页面存档备份，存于）